# 库巴清真寺
库巴清真寺（阿拉伯文：‎），是伊斯兰教第一座清真寺，位于伊斯兰教第二大圣地麦地那（今沙特阿拉伯王国麦地那省省会）城外。库巴寺是由伊斯兰教创始人、先知穆罕默德（尊称穆圣）奠基，并亲自主持建造而成的。
根据伊斯兰教传统，在库巴清真寺中跪拜两次（即在寺内做一次主麻拜）等于做了一次副朝。

## 历史
据伊斯兰史学家记载，穆圣在麦加创立伊斯兰教后，不断受到当地非穆斯林的迫害，乃与麦加的穆斯林（后称“迁士”）迁往叶斯里卜（今麦地那），史称“徙志”，为伊斯兰纪元的开始。西元622年9月20日，穆圣一行来到叶斯里卜城外西南约3公里处的库巴镇，因为附近有一水井名“库巴”，故名。穆圣受到叶斯里卜穆斯林（后称“辅士”）的热烈欢迎，在库巴当地的一家人家里住了4天。在库巴的4天里，穆圣亲自主持修建了人类历史上第一座清真寺，即库巴清真寺。他为库巴清真寺奠基，并亲自参加修筑工作。库巴寺建成后，穆圣与辅士和迁士们在寺内做礼拜，然后才进入叶斯里卜城，改叶斯里卜为“麦地那-纳比”（意译“先知城”），简称麦地那（即城市），建立了最早的穆斯林政权。
库巴寺在伊斯兰教初期与麦加的禁寺、麦地那的先知寺和耶路撒冷的阿克萨清真寺（远寺）并称“四大清真寺”。
1986年，埃及建筑师阿卜杜勒-瓦希德·瓦基勒受沙特阿拉伯王室所托重建库巴清真寺，旧寺被推倒，原址被新寺所取代。

## 建筑
库巴清真寺最初的建筑非常简单朴素，只是垒起一圈围墙。后该寺几经扩建，规模逐步扩大。大约8世纪建起了宣礼塔，并选用优质木、石等材料建造了拱廓、庭院等。
1986年库巴寺重建后，礼拜堂周围增加了一系列相关建筑，如住所、办公室、便利浴室、商店和一座图书馆，圆顶为六个，宣礼塔为四座。

## 古兰经和圣训中的库巴寺
穆圣在世时经常去库巴寺礼拜，在《圣训》中多次提及库巴寺：
阿卜杜拉·本·迪纳尔传述：
伊本·欧麦尔说：“穆圣每个星期六（有时）骑着骆驼或（有时）步行去库巴清真寺。”伊本·欧麦尔传述的也一样。见《布哈里圣训实录》第2卷第21章第284节
伊本·欧麦尔传述：
穆圣曾经（有时）骑着骆驼或步行去库巴清真寺。阿迪德·纳菲（另外的传述版本）：“他会（在库巴寺内）做两次礼拜。”见《布哈里圣训实录》第2卷第21章第285节，亦见于《奈萨仪圣训集·清真寺篇·论库巴寺及在其中礼拜》。
赛海里·本·侯奈夫传述：
穆圣说：“谁出门前来库巴寺，且在其中礼拜，等于他做了一次副朝。”见于《奈萨仪圣训集·清真寺篇·论库巴寺及在其中礼拜》。
伊斯兰教最高经典《古兰经》也提到了库巴清真寺：
你永远不要在那座清真寺（指上一节提到的“其目的是妨害和睦，加强不信，分离信士，并作为以前违抗真主及其使者的人的埋伏所”的清真寺）里做礼拜。从第一天起就以敬畏为地基的清真寺（指库巴清真寺），确是更值得你在里面做礼拜的。那里面有许多爱好清洁者；真主是喜爱清洁者的。见马坚译本（9:108）。